# Manuel Luís Baltazar da Câmara, 2.º Conde de Vila Franca
D. Manuel Luís Baltazar da Câmara (c. 1570 - 1619), membro da família Gonçalves da Câmara, era filho primogénito de Rui Gonçalves da Câmara, tendo-lhe sucedido como 8.º capitão do donatário da ilha de São Miguel (sendo o sexto da família a exercer o cargo).
Falecido o seu pai, por carta régia de 25 de Outubro de 1601, é-lhe concedido o título de 2.º conde de Vila Franca, assumindo então também a capitania.
Era casado com D. Leonor de Vilhena, filha de D. Fradique Henriques, mordomo-mor de el-rei.
O novo capitão viveu boa parte da sua vida na capitania, tendo esta durante o seu mandato sofrido notável progresso. O maior sobressalto ocorreu em 1616, quando a vizinha ilha de Santa Maria foi tomada por piratas argelinos, a Vila do Porto totalmente saqueada e parte dos seus habitantes vendidos como escravos no Norte de África (o episódio deu origem à Confraria dos Escravos da Cadainha, ainda hoje existente naquela ilha).